# Langoiran
Langoiran település Franciaországban, Gironde megyében. Lakosainak száma 2210 fő (2022. január 1.). Langoiran Haux, Paillet, Capian, Lestiac-sur-Garonne, Portets és Le Tourne községekkel határos.

## Népesség
A település népességének változása:
| Lakosok száma | 1695 | 2007 | 2024 | 2072 | 2302 | 2215 | 2152 | 2154 | 2172 | 2210 |
|               | 1968 | 1982 | 1990 | 2006 | 2013 | 2015 | 2017 | 2019 | 2020 | 2022 |